# Elaeodendron micranthum
Elaeodendron micranthum är en benvedsväxtart som beskrevs av Louis René Tulasne. Elaeodendron micranthum ingår i släktet Elaeodendron och familjen Celastraceae. Inga underarter finns listade.